# Bruna Leal
Bruna Sayumi Kuroiwa Yamamoto Leal (Rio de Janeiro, 24 de abril de 1993) é uma ex-ginasta artística brasileira. Representou o Brasil nos Jogos Olímpicos de Verão de 2012, em Londres. Possui uma medalha em Copa do Mundo.

## Biografia
Por influência dos pais, iniciou na ginástica do Fluminense. Posteriormente, se transferiu para o Flamengo. Com 14 anos, integrava a seleção brasileira.
Disputou o Campeonato Mundial de Ginástica Artística de 2009, chegando à final do individual geral. Foi a 14ª colocada na competição.
No mesmo ano, competiu na etapa de Stuttgart da Copa do Mundo de Ginástica Artística. Conquistou a medalha de bronze nas barras assimétricas. Foi ainda campeã brasileira de 2009 no individual geral representando a APCEF, do Paraná.
Nos Jogos Sul-Americanos de 2010, Bruna conquistou a medalha de ouro por equipes. Também foi prata no individual geral, na trave e no solo, além de ter conquistado um bronze nas barras assimétricas.
Disputou os Jogos Pan-Americanos de 2011, quando conseguiu a 14ª posição nas qualificatórias. Contudo, sentiu dores no pé e acabou não competindo na final do individual geral. Já na disputa por equipes, ficou em quinto lugar.
Classificou-se para os Jogos Olímpicos de Verão de 2012, em Londres. Competiu em todos os aparelhos, mas não conseguiu a vaga na final do individual geral.
Encerrou a carreira no início de 2013 após enfrentar lesões. Depois, passou a cursar Administração.